# Linia kolejowa Czerniowce – Łarha
Linia kolejowa Czerniowce – Łarha – linia kolejowa na Ukrainie i w Mołdawii łącząca stację Czerniowce Północne ze stacją Łarha.
Linia na terytorium Ukrainy zarządzana jest przez dyrekcję iwanofrankiwską Kolei Lwowskiej (oddział ukraińskich kolei państwowych), natomiast na terenie Mołdawii przez Calea Ferată din Moldova.
Znajduje się w ukraińskim obwodzie czerniowieckim oraz w mołdawskim rejonie Bryczany. Linię kilkukrotnie przecina granica mołdawsko-ukraińska. Na całej długości jest jednotorowa i niezelektryfikowana.

## Historia
Linia powstała w latach 90. XIX w.. Początkowo łączyła Austro-Węgry i Rosję (granica przebiegała na zachód od stacji Nowosielica). W dwudziestoleciu międzywojennym w całości leżała w Rumunii. Po II wojnie światowej w Związku Sowieckim. Od 1991 znajduje się na Ukrainie i w Mołdawii.